# Государственный сектор экономики
Государственный сектор экономики (сокр. госсектор, англ. public sector) — совокупность предприятий, организаций, учреждений, находящихся в государственной собственности и управляемых государственными органами или назначаемыми ими лицами.

## Определение
Согласно К. Р. Макконнеллу и С. Л. Брю, государственный сектор — часть экономики, полностью контролируемой государством; правительством.
Государственный сектор экономики включает в себя все экономические ресурсы, которыми владеет государство, все организации, с помощью которых осуществляется государственное регулирование экономики (государственные производственные предприятия, государственные организации в сфере управления, здравоохранения, образования, обороны, государственные земли), а также государственные финансы (государственный бюджет).